# Nous sommes le Pérou
Nous sommes le Pérou (en forme longue : Parti démocratique Nous sommes le Pérou ; en espagnol : Partido Democrático Somos Perú, PDSP) est un parti politique péruvien fondé en 1997 par le maire de Lima Alberto Andrade Carmona sous le nom de Nous sommes Lima (Somos Lima). Il se positionne alors en opposition à la dictature d'Alberto Fujimori.

## Résultats électoraux

### Élections législatives
| Année | Voix    | %    | Rang | Élus     |
| ----- | ------- | ---- | ---- | -------- |
| 2020  | 895 700 | 6,05 | 9e   | 11 / 130 |
| 2021  | 788 488 | 6,13 | 8e   | 5 / 130  |